# Jimmie Kersmo
Jimmie Kersmo, född 27 december 1979, är en svensk fotomodell.
Han är internationellt framgångsrik sedan hans karriär tog fart i början av 2000-talet. 
Kersmo framträdde vid ett antal tillfällen i Wild Side Story från 1998 till 2000 i Sverige och Spanien, medverkade i tv-serien Harem 2001 och vann den riksomfattande tävlingen Sveriges man 2004.
2010 började han synas i reklamen för Dressmann och 2011-2015, som klädesmärkets huvudprofil, gjorde han soloinslag för företaget på populära kommersiella svenska tv-kanaler.